# Denys Carnill
Denys Carnill   (Londres, 11 de març de 1926 - Worthing, 30 de març de 2016) va ser un jugador d'hoquei sobre herba anglès, guanyador d'una medalla olímpica. També va jugar a criquet.
Entre 1944 i 1948 va servir a la Royal Air Force. Posteriorment va estudiar història al Worcester College d'Oxford.
El 1952 va prendre part en els Jocs Olímpics de Hèlsinki, on guanyà la medalla de bronze en la competició d'hoquei sobre herba. Quatre anys més tard, als Jocs de Melbourne, fou quart en la mateixa  competició. El 1960, als Jocs de Roma, tornà a ser quart en la competició d'hoquei sobre herba. Amb Anglaterra jugà 45 partits i amb la selecció britànica 27 partits.